# Мезенка (приток Москвы)
Мезенка — река в России, протекает в муниципальном округе Егорьевск и Коломенском городском округе Московской области. Левый приток реки Москвы.
Берёт начало юго-западнее деревни Тимшино. На реке расположены населённые пункты Дмитровцы, Ерково, Чуркино, Губастово и Пески. Устье реки находится в 22 километрах по левому берегу реки Москва. Длина реки составляет 20 километров, площадь водосборного бассейна — 103 км². Правый приток — река Лукьяновка.
Вдоль реки произрастают сосновые леса. Река Мезенка является популярным туристическим местом.
По данным Государственного водного реестра России, относится к Окскому бассейновому округу. Речной бассейн — Ока, речной подбассейн — бассейны притоков Оки до впадения Мокши, водохозяйственный участок — Москва от водомерного поста в деревне Заозерье до города Коломны.